# 原町站
原町站（日语：／ Harumachi eki */?）是位於福岡縣糟屋郡粕屋町原町一丁目1番1號，九州旅客鐵道（JR九州）的篠栗線（福北豐線）車站。車站編號為JC03。

## 歷史
在JR成立前，此站是吉塚至篠栗之間雖一一個中途站。
- 1904年（明治37年）6月19日 - 九州鐵道（第一代）吉塚站至篠栗站之間開通，此站啟用。
- 1907年（明治40年）6月1日 - 九州鐵道（第一代）被國有化，成為帝國鐵道廳車站[1][2]。
- 1987年（昭和62年）4月1日 - 伴隨國鐵分割民營化，車站由九州旅客鐵道（JR九州）營運[3][4][5]。
- 1997年（平成9年）3月 - 翻新車站大樓。
- 2009年（平成21年）3月1日 - 此站可以使用IC卡「SUGOCA」[6]。

## 車站構造
車站是一座地面車站，設有2面2線的相對式月台。兩月台之間設有跨線橋連接。車站大樓位於站內北邊（下行列車前進方向的右邊），大樓內設有社區會堂「和諧會堂原町」。
此站是業務委託車站，委托JR九州鐵道營業負責車站業務。此站沒有MARS系統，但有POS終端。車站內設有自動閘機。此站不可購買SUGOCA，但可為SUGOCA增值。

### 月台
| 月台 | 路線     | 上下行 | 方向           |
| ---- | -------- | ------ | -------------- |
| 1    | 福北豐線 | 上行   | 篠栗、飯塚方向 |
| 2    | 福北豐線 | 下行   | 吉塚、博多方向 |

## 使用狀況
在2019年（令和元年）度，1日平均乘車人次為1,519人。
| 年度   | 1日平均 上下車人次 | 1日平均 乘車人次 |
| ------ | ------------------ | ---------------- |
| 2006年 | 2,300              | -                |
| 2007年 | 1,800              | -                |
| 2008年 | 1,800              | -                |
| 2009年 | 1,900              | -                |
| 2010年 | 2,000              | -                |
| 2011年 | 2,200              | -                |
| 2012年 | 2,200              | -                |
| 2013年 | 2,400              | -                |
| 2014年 | 2,400              | -                |
| 2015年 | 2,600              | -                |
| 2016年 |                    | 1,407            |
| 2017年 |                    | 1,513            |
| 2018年 |                    | 1,514            |
| 2019年 |                    | 1,519            |

## 車站周邊
在1988年，於此站東邊約600米設有篠栗線和香椎線的相交點，並在該處設置了長者原站。在該站啟用後，粕屋町的中心車站由此站變成長者原站。於站前設有與篠栗線並行的縣道607號（前國道201號），在縣道上設有商店。車站周邊地區均為住宅區。
另外，從站前向北延伸的縣道545號，於縣道向北前往約1公里即可到達香椎線伊賀站。
- 原町站前公園
- THE BIG EXPRESS 粕屋店
- 粕屋町立仲原小學
- SUNNY（日语：サニー (スーパーマーケット)）原町店

## 相鄰車站
九州旅客鐵道（JR九州）
 福北豐線（篠栗線）
■快速
通過
■普通
長者原（JC04）－原町（JC03）－柚須（JC02）

## 注腳
1. ↑  九州鉄道百年祭実行委員会・百年史編纂部会 (编).  初版. 九州旅客鉄道. 1988: 65 （日语）.
2. ↑  廣岡治哉 『近代日本交通史 明治維新から第二次大戦まで』 法政大學出版局，1987年4月15日。ISBN 978-4588600173
3. ↑  九州鉄道百年祭実行委員会・百年史編纂部会 (编).  初版. 九州旅客鉄道. 1988: 181 （日语）.
4. ↑  『交通年鑑 昭和63年版』 交通協力會，1988年3月。
5. ↑  今村都南雄 『民営化の效果と現実NTTとJR』 中央法規出版，1997年8月。ISBN 978-4805840863
6. ↑  . 交通新聞 (交通新聞社). 2009-03-03: 1 （日语）.
7. ↑  SUGOCA 利用可能エリア （页面存档备份，存于）（日語） 九州旅客鐵道，截至2016年3月26日（2016年10月5日參閲）
8. 1 2   (PDF). 九州旅客鉄道.   [2020-09-24]. （原始内容存档 (PDF)于2020-08-24） （日语）.
9. ↑  粕屋町 町勢要覽 JR不同車站的使用狀況
10. ↑   (PDF). 九州旅客鉄道. 2017-07-31  [2017-08-07]. （原始内容 (PDF)存档于2017-08-01） （日语）.
11. ↑   (PDF). 九州旅客鉄道.   [2019-03-10]. （原始内容 (PDF)存档于2019-07-06） （日语）.
12. ↑   (PDF). 九州旅客鉄道.   [2019-07-27]. （原始内容存档 (PDF)于2020-03-15） （日语）.

## 外部連結
- 原町（車站資訊） - 九州旅客鐵道（日語）